# Edelzuita de Oxaguiã
Iá Edelzuita de Oxalá - Edelzuita de Lourdes Santos de Oliveira - Ialorixá do Candomblé, originária do terreiro da Mãe Menininha do Gantois, em Salvador, foi para o Rio de Janeiro (RJ) em 1968, onde abriu sua casa de santo.
Em 1977, fez parte do elenco do filme: A Força de Xangô, ao lado de Grand Otelo, Elke Maravilha, Ivone Lara. 
Iá Edelzuita é representante atuante no governo federal, oferecendo ao segmento de matriz africana, visibilidade, reconhecimento e também respeito de outras lideranças religiosas, pois o Brasil é laico  (Possui Liberdade Religiosa).
Em 2007 - Formou-se Bacharel em Direito na Universidade Gama Filho.
Preside o Instituto Nacional e Órgão Supremo Sacerdotal da Tradição e Cultura Afro Brasileira - INAEOSSTECAB, o qual em 1.986, recebeu em nosso país o Presidente da África do Sul Nelson Mandela.
Foi através da equipe politizada, membros atuantes de sua instituição que conquistou-se ao Candomblé uma Data Comemorativa no Calendário Oficial das Cidades.
São Paulo. 30 de Setembro - DIA DAS TRADIÇÕES E RAÍZES DE MATRIZ AFRICANA E NAÇÕES DO CANDOMBLÉ - sob Lei 14.342/07
- Evento Cultural : AS ÁGUAS DE SÃO PAULO

Largo do Paiçandu - Estátua da Mãe Preta.
Homepage: www.aguasdesaopaulo.org.br
Recebendo uma mensagem pessoal do Presidente Luiz Inácio Lula da Silva, parabenizando pelo pioneirismo e também pela sábia atuação.
Rio de Janeiro : Lidera o Evento Cultural - Lavagem do Bonfim o qual é tombado no Arquivo Geral da Cidade .
- Em 2006, conquistou através do intermédio do Dep Estadual Paulo Ramos a sanção da Lei n.5.297/08, oficializando do Dia das Tradições e Raízes de Matriz Africanas e Nações do Candomblé em Âmbito Estadual.

- Em 2011, Câmara Municipal do Rio de Janeiro, MOÇÃO Nº 14129/2011 Vereador Leonel Brizola Neto.[1]